# Parabathyscia remyi
Parabathyscia remyi es una especie de escarabajo del género Parabathyscia, familia Leiodidae. Fue descrito por René Gabriel Jeannel en 1947.

## Distribución
Se encuentra en Córcega.